# Castillo de Fregenal de la Sierra
El Castillo Templario de Fregenal fue encomendado a la Orden del Temple en el siglo XIII, fecha en la que aparecen las primeras referencias documentadas sobre el edificio. 
El recinto dispone de siete torres, de las cuales sobresale la torre del Homenaje, sobre la que se edificó un campanario con reloj en el siglo XVIII. La Torre del Polvorín, la segunda en orden de importancia dispone, bajo los balcones del campanario de la iglesia, de un reloj. 
Al edificio se accede por una portada con arco ojival, construida en sillería, y sobre la misma se observa un escudo atribuido a los templarios y un matacán. 
Dentro de la fortaleza se encuentra la Plaza de Toros, construida en los años finales del siglo XVIII, y el Mercado de Abastos, de comienzos del siglo XX.
El castillo de Fregenal está situado en la parte más alta que ocupa el valle en el que se encuentra la ciudad, concretamente en el que fuera su núcleo central, ahora zona norte. 
La fortaleza responde a la tipología “castillo de llanura”, y está formado por un conjunto de siete torres, destacando ente ellas la torre del Homenaje.
Debida a su situación estratégica, desde el castillo se permite divisar una amplia zona, y poblaciones vecinas como Fuentes de León, Segura de León y Cumbres Mayores.
Dentro de la fortaleza, se encuentran la plaza de toros y el mercado de abastos, y adosada a la misma la Iglesia de Santa María y la Casa Parroquial.

## Origen
Las fechas de construcción del castillo y del origen de la ciudad no se conocen con exactitud, aunque lo más probable es que la población sea posterior a la reconquista. Es mencionada por primera vez en 1283, cuando el rey Alfonso X concede legalmente Fregenal a la Orden del Temple, quedando integrada en la importante encomienda Valencia del Ventoso y Jerez de los Caballeros. Esta encomienda junto con la de Capilla formaban el conjunto más compacto y extenso de sus posesiones en la península.

## Situación
La localidad de Fregenal de la Sierra ocupa una posición estratégica por ser zona de confluencia entre las provincias de Badajoz y Sevilla. Se encuentra muy próxima al límite con Huelva, siendo 16 los kilómetros que la separan de Andalucía. Pertenece a la comarca de la Sierra que recibe su nombre de Sierra Morena, situada al sur de Badajoz. La fortaleza está rodeada por la villa.

## Historia

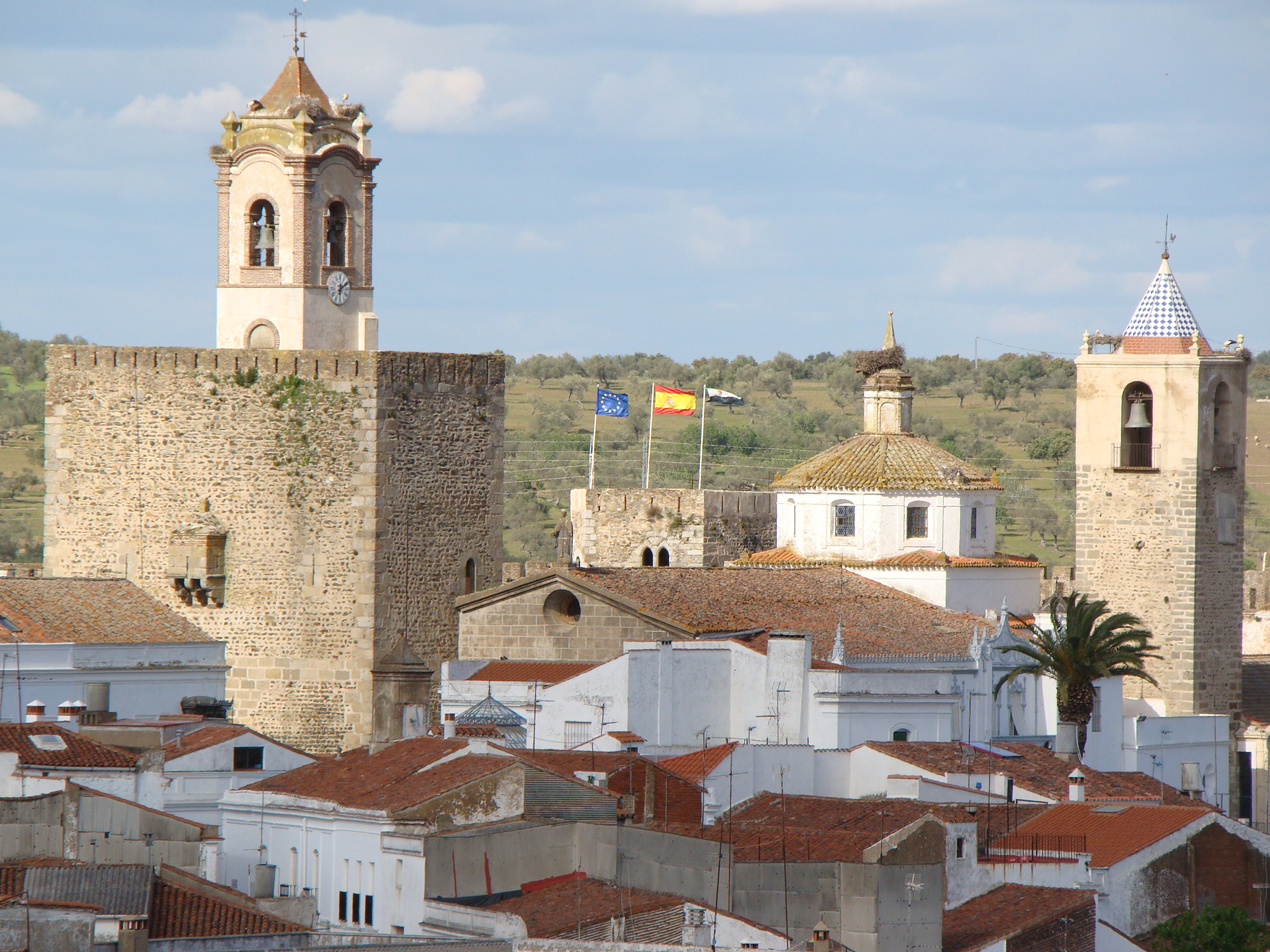
Castillo e Iglesia de Santa María de la Plaza.

Salvo el breve período de tiempo que va de 1283 a 1312, el Castillo y la población de Fregenal pertenecieron al Concejo y Tierra de Sevilla. El Castillo formaba parte de las denominadas "Fortalezas de la Banda Gallega" que protegían al Reino de Sevilla por el noroeste de su vecino el Reino de Portugal. La orden del Temple ocupó el castillo hasta 1308. En julio del mismo año el rey exigió al Maestre de la orden la entrega de varias poblaciones entre las que se encontraba Fregenal. La orden real no fue acatada y el concejo sevillano se vio obligado a enviar un ejército con el que recobró la villa por la fuerza.	
Al año siguiente, en 1309, en agradecimiento a los servicios prestados al rey durante el asedio de Algeciras, Fregenal es concedido a Gonzalo Sánchez de Troncones, quien mantiene en su poder a la villa hasta su muerte, pasando a partir de entonces al Consejo de Sevilla. Todavía en el año 1824 ejercía el cargo de Alcaide un caballero veinticuatro de Sevilla. En 1833 la nueva división provincial de Javier de Burgos incluye a Fregenal en la provincia de Badajoz de cuyo Obispado dependíó siempre.
Es en este momento cuando se cree que Sevilla coloca en la puerta principal de la Torre del Homenaje una placa formada por soles radiados y estrellas de ocho puntas en los cuadrantes delimitados entre los brazos de una cruz griega central.
En el siglo XVI el castillo sufre un proceso de abandono como consecuencia de un periodo de estabilidad política. Siglos después, los diferentes conflictos bélicos provocaron nuevas obras de fortificación. Por ejemplo, gran parte del almenado actual se fecha durante la Guerra de Independencia contra las tropas francesas.
En la actualidad del Castillo sólo queda parte de la muralla, y el resto lo ocupan tres inmuebles independientes: la Iglesia Parroquial de Santa María, la Plaza de Toros y Plaza de Abastos.

## Descripción
La planta del castillo es de forma poligonal. El conjunto se encuentra surcado por siete torres, de las cuales seis son cuadradas y una pentagonal. Estas se rematan en almenas y en sus muros discurren varias aspilleras defensivas. Una muralla aislaba al recinto del exterior, pero fue destruida en el siglo XVIII.

La torre del homenaje destaca del resto del edificio. Posee arcos apuntados. Sobresale el matacán que le sirve de defensa. Está rematada por un campanario con un reloj del siglo XVIII. Destacan las ventanas y los vanos que se van abriendo a lo largo del muro. Cabe señalar también los detalles de su último piso y el escudo de la Orden del Temple.

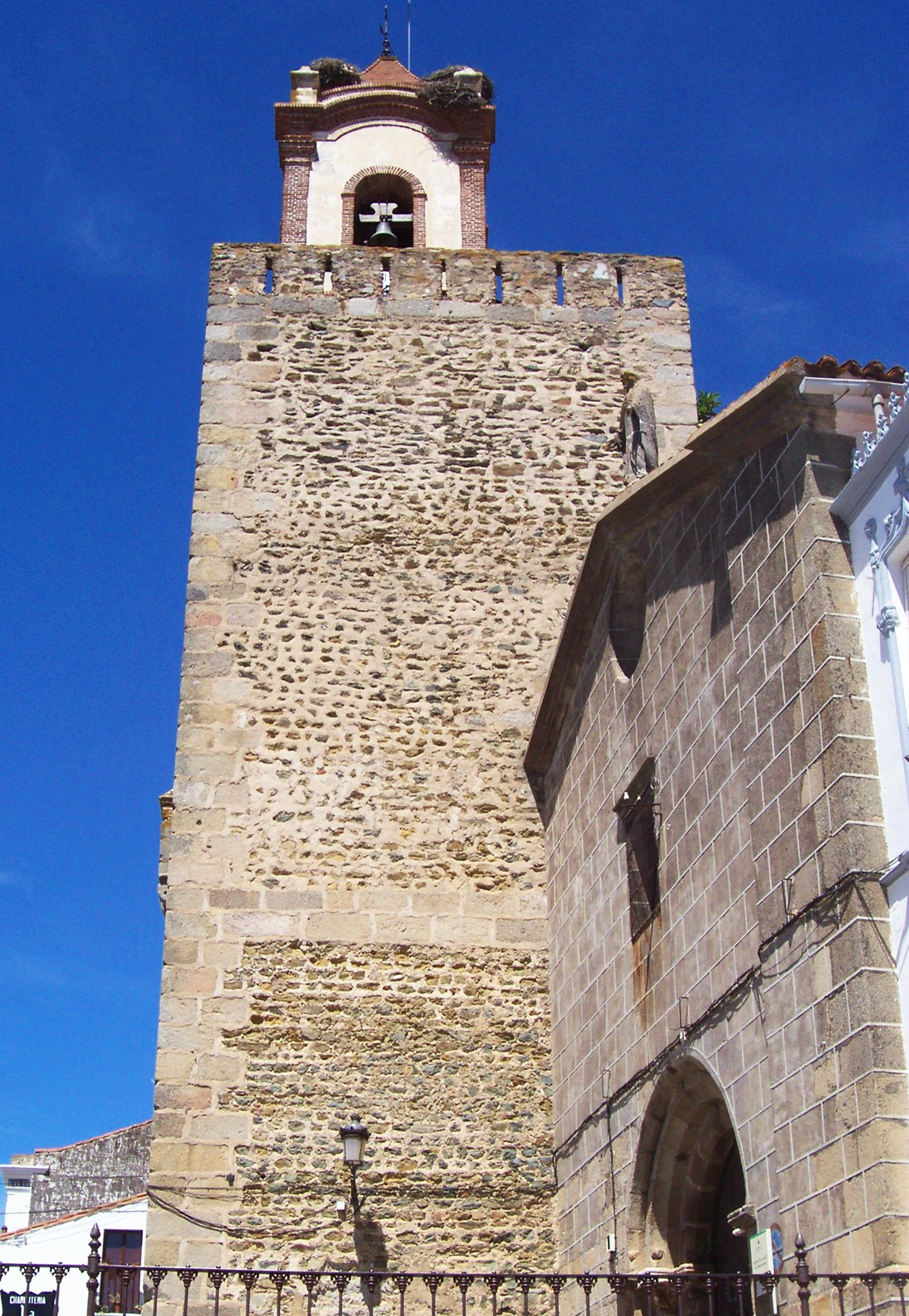
Torre del homenaje del Castillo de Fregenal y puerta de la iglesia de Santa María de la Plaza.

La Iglesia de Santa María se encuentra unida a la edificación por medio de una de las torres, común a las dos construcciones.

### Plaza de Toros
Una vez perdida la función militar del edificio y como medio para encontrar nueva fuente de ingresos para el mantenimiento del culto a la patrona de la ciudad, la Virgen de los Remedios, el Mayordomo de la Virgen, D. Matías Sánchez Arjona recibe la autorización por parte del Concejo Sevillano (propietario del edificio en ese tiempo) para la construcción de la plaza de toros en el interior del castillo, iniciada en el año 1781 y finalizada posiblemente entre los años 1794 y 1795.
En 1901, 1904 y sobre todo 1916 se le practican diversas obras de ensanche y acondicionamiento.
Los festejos taurinos hasta la construcción de la plaza de toros eran celebrados en el actual Paseo de la Constitución, en cuya fachada lateral de la casa rectoral de la Iglesia de Santa María existían unas gradas que se arrendaban durante estas celebraciones.
La plaza es de propiedad municipal y de particulares. Las obras de mayor importancia se realizaron en 1916 tal y como consta en las actas del archivo municipal, hoy digitalizadas por la Diputación de Badajoz. No teniendo el Municipio recursos propios se aceptó la colaboración económica de particulares a cambio de la propiedad de 19 palcos. Con esa aportación se construyen los palcos, las gradas de sombra y parte de las de sol. En 1922 se otorgan en propiedad nuevos palcos hasta un total de 51, cuyos propietarios se enumeran en las actas del Ayuntamiento.

### Plaza de Abastos
La Plaza de Abastos de la localidad, cuya ubicación se decidió en 1913, se construyó entre los años 1914 y 1915, derribando para ello uno de los lienzos de la muralla del castillo. En su mayor parte está localizada en el interior del antiguo castillo.

## Materiales

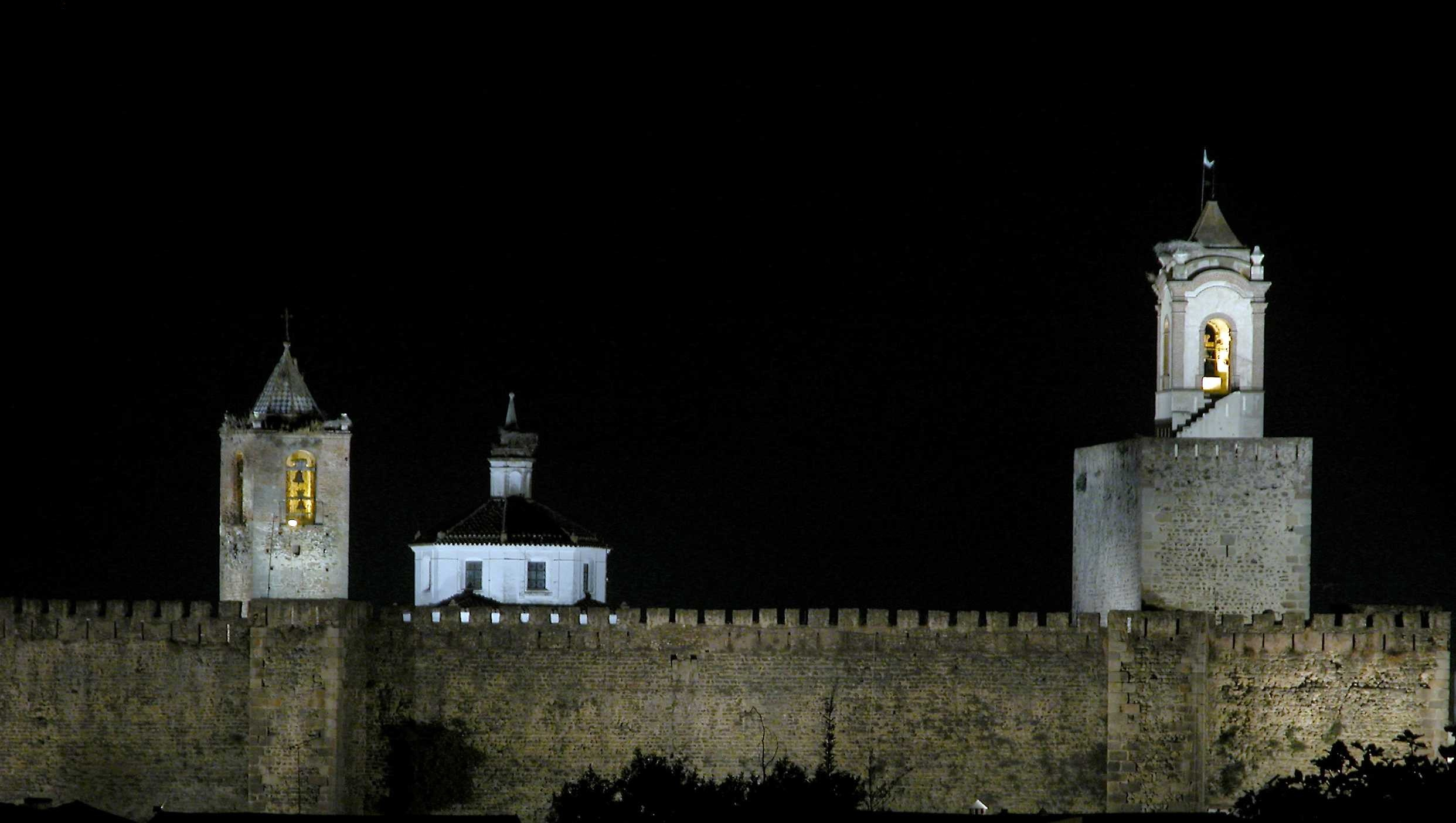
Castillo de Fregenal por la noche

El material utilizado en esta edificación es la piedra. Para los muros, se usa la mampostería, es decir, la piedra muy poco o apenas trabajada. Y, para las esquinas, se utiliza buena sillería. Esta doble elaboración de la piedra hace que se perciba de forma clara las partes del edificio. Tras las últimas obras de restauración se han encontrado restos romanos lo que tras contrastarlo con las excavaciones en Nertóbriga da a entender que el 100% de las piedras utilizadas en el Castillo son provenientes de la ciudad romana.

## Estado de conservación
El estado actual del edificio es regular pues algunas de sus estructuras antiguas han desaparecido. Se ha utilizado para actividades que no tenían nada que ver con su función primigenia. En su patio de armas se construyó la plaza de toros en 1783, y en 1913 se habilitó como mercado de abastos para el abastecimiento de la población.
Recientemente se ha llevado a cabo una restauración general de las murallas del castillo, actuándose fundamentalmente en la cara exterior, solucionándose los graves desperfectos que presentaba, y que en algunos casos llegaban a representar un auténtico peligro. También se ha dotado de una barandilla metálica a todo el paseo de ronda, eliminándose así el grave riesgo que presentaba para los visitantes. Por último, también se ha recuperado la gran sala del interior del torreón del homenaje, haciéndose visitable.